# فریال بهزاد
فریال بهزاد (زاده ۴ اردیبهشت ۱۳۳۴ در گرگان) یک کارگردان زن اهل ایران است. از کارهای او میتوان به فریاد شاپرک‌ها اشاره کرد. 

## زندگی‌نامه
فریال بهزاد متولد ۱۳۳۴ گرگان، دارای مدرک کاردانی فیلمبرداری از مدرسه عالی تلویزیون و سینما و کارشناسی تهیه فیلم و برنامه‌های تلویزیونی از دانشگاه بوستون ایالت ماساچوست است. وی از سال ۱۳۵۹ فعالیت خود را به عنوان تهیه‌کننده و کارگردان برنامه‌های کودکان در صدا و سیما آغاز نمود و نخستین فیلم خود را با نام «کاکلی» در سال ۱۳۶۸ کارگردانی کرد. بهزاد همسر غلامرضا آزادی (تهیه‌کننده) و مادر سپهر و پیام آزادی (بازیگر) است. سپهر با بازی در سیب خنده و دنیای شیرین به محبوبیت رسید. پیام آزادی فیلمبردار بوده و تصویربرداری تعدادی از کارهای پدر و مادر خویش را بر عهده داشته‌است.

## مسئولیت‌ها
- رئیس هیئت مدیره «مؤسسه سینمایی فانوس خیال» به همراه همسرش – غلامرضا آزادی
- عضو هیئت داوران و میهمانان در جشنواره‌های کودکان هندوستان (۱۳۷۳)، بلغارستان، ترکیه، ایتالیا، کره شمالی، هلند، جشنواره بین‌المللی فیلم کودکان قاهره (۱۳۸۱)، سوئد و جشنواره بین‌المللی فیلم‌های کودک و نوجوان اصفهان (۱۳۷۹–۱۳۸۰) و همدان
- عضو سازمان «سیفژ»[۲]
- مدرس کارگردانی در دانشگاه سوره و دانشکده صدا و سیما

## جوایز و افتخارات
1. برنده جایزه نقره‌ای بهترین کارگردانی از جشنواره A.B.U (شیراز) برای فیلم «کاکلی» در سال ۱۳۵۵.
2. برنده جایزه بهترین کارگردانی از جشنواره جیفونی (ایتالیا) برای فیلم «کاکلی» در سال ۱۳۷۰.
3. برنده دیپلم افتخار بهترین فیلم از جشنواره کودک و نوجوان برای فیلم «دره شاپرک‌ها» در سال ۱۳۷۰.
4. برنده دیپلم افتخار بهترین کارگردانی از جشنواره کودک و نوجوان برای فیلم «دره شاپرک‌ها» در سال ۱۳۷۰.

## تلویزیونی
- گروه هفت ۱۳۸۰
- ویروس ۲۰۰۰ ۱۳۷۹
- قصه شب یلدا ۱۳۷۹
- آتش دل ۱۳۷۹

قصه های پدر و پسر       شبکه یک

## سینمایی

### کارگردان
1. پرستوهای عاشق (۱۳۸۹)
2. شور زندگی (۱۳۷۷)
3. روزی که خواستگار آمد (۱۳۷۵)
4. مرد نامرئی (۱۳۷۴)
5. دره شاپرک‌ها (۱۳۷۰)
6. کاکلی (۱۳۶۸)
7. حریر (۱۳۹۵)

### نویسنده
1. پرستوهای عاشق (۱۳۸۹)
2. دره شاپرک‌ها (۱۳۷۰)
3. سندباد و سارا (۱۳۹۵)

### بازنویسی فیلمنامه
1. پرستوهای عاشق (۱۳۸۹)

### تهیه‌کننده
1. قبیله من (۱۳۹۰)